# 살인에 관한 짧은 필름
《살인에 관한 짧은 필름》(폴란드어: Krótki film o zabijaniu, 영어: A Short Film About Killing)은 폴란드에서 제작된 크쥐시토프 키에슬로프스키 감독의 1988년 드라마, 범죄 영화이다. 크지슈토프 글로비쉬 등이 주연으로 출연하였고 리스자드 추코브스키 등이 제작에 참여하였다. 이 영화는 1988년 칸 영화제에 심사위원상과 FIPRESCI상을 받았고 유럽 영화상에서 최고의 영화로 선정되었다.

## 출연

### 주연
- 크지슈토프 글로비쉬

### 조연
- 브비그니 자파시에위즈
- 알렉산더 베드나즈
- 아르투르 바르시스
- 크리스티나 얀다
- 올기에르드 루카스제빅즈

## 기타
- 미술: 핼리너 도브로우올스카
- 의상: 말고자타 오블로자
- 의상: 한나 크비클로